# چومپفون
چومپفون (به تایلندی: ชุมพร) یک شهر در تایلند است که در استان چومپفون واقع شده‌است.

## خصوصیات
چومپفون ۳۳٬۵۲۲ نفر جمعیت دارد و ۱۲ متر بالاتر از سطح دریا واقع شده‌است.